# Vasik Rajlich
Vasik Rajlich (ur. 1971 w Cleveland) – amerykański szachista, mistrz międzynarodowy, autor szachowego programu Rybka. Od czerwca 2023 reprezentant Polski.

## Życiorys
Rodzice Rajlicha są Czechami, zaś on sam urodził się w Stanach Zjednoczonych, lecz wychował się w Pradze. Studiował w Stanach Zjednoczonych na Massachusettes Institute of Technology (MIT). W 2001 zwyciężył w cyklicznym turnieju First Saturday (edycja FS03 IM-A) w Budapeszcie. 19 sierpnia 2006 ożenił się z Iwetą Radziewicz, polską arcymistrzynią szachową. Radziewicz współpracowała z nim przy rozwoju Rybki jako główna testerka. Państwo Rajlich związani są z Budapesztem, Warszawą i Maltą. Mają troje dzieci.
Najwyższy ranking w karierze osiągnął 1 stycznia 2002, z wynikiem 2384 punktów dzielił wówczas 83-84. miejsce wśród szachistów Stanów Zjednoczonych.

## Kontrowersje
W 2011 Międzynarodowa Federacja Gier Komputerowych (ang. International Computer Games Association – ICGA) przeprowadziła śledztwo, w którym zakwestionowano oryginalność oprogramowania Rybki (które miałoby być wzorowane na programach Crafty i Fruit), w wyniku czego programowi odebrano 4 tytuły mistrzowskie zdobyte w latach 2007–2010 (jak również inne tytuły), a Vasika Rajlicha zdyskwalifikowano dożywotnio od uczestnictwa w mistrzostwach świata programów komputerowych oraz innych zawodów organizowanych przez ICGA. W obronie programisty popularna szachowa gazeta Chess Base opublikowała szczegółowy 4 częściowy raport napisany przez doktora matematyki z Uniwersytetu Oxfordzkiego Sørena Riisa